# Nausinoe
Nausinoe és un gènere d'arnes de la família Crambidae. Va ser descrit per primera vegada per Jacob Hübner el 1825.

## Taxonomia
- Nausinoe argyrosticta (Hampson, 1910)
- Nausinoe capensis (Walker, 1866)
- Nausinoe conchylia Meyrick, 1894
- Nausinoe ejectata (Fabricius, 1775)
- Nausinoe geometralis (Guenée, 1854)
- Nausinoe globulipedalis (Walker, 1866)
- Nausinoe gueyraudi Guillermet, 2004
- Nausinoe lacustrinalis (Hampson, 1913)
- Nausinoe perspectata (Fabricius, 1775)
- Nausinoe piabilis (Wallengren, 1876)
- Nausinoe pueritia (Cramer, 1780)
- Nausinoe quadrinalis (Guenée, 1854)
- Nausinoe reussi (Gaede, 1917)
- Nausinoe velialis (Gaede, 1917)

## Espècies antigues
- Nausinoe aphrospila Meyrick, 1936